# Tetro
Tetro es una película estadounidense-argentino-española de drama y suspenso de 2009 escrita, producida y dirigida por Francis Ford Coppola. Está protagonizada por Vincent Gallo, Alden Ehrenreich, Maribel Verdú, Leticia Bredice, Rodrigo de la Serna, Klaus Maria Brandauer y Carmen Maura y narra el reencuentro de dos hermanos estadounidenses de ascendencia italiana en Argentina, país en el que la película fue rodada en su mayor parte.
Fotografiada por Mihai Malaimare Jr. en blanco y negro (alternando con color), es el primer guion escrito por Coppola desde La conversación (1974). En este film el cineasta desarrolla una historia ficticia con ribetes autobiográficos, dentro de un marco surrealista y operístico, visualmente ambivalente y rico.

## Sinopsis
Benjamin "Bennie" Tetrocini (Alden Ehrenreich) es un inexperto joven de 18 años impulsado a viajar como camarero de un crucero a Buenos Aires para reencontrarse con su hermano mayor, Angelo Tetrocini (Vincent Gallo), un escritor prometedor que se ha desvanecido en Sudamérica, donde vive con su actual pareja (Maribel Verdú), quien lo ha descubierto en un hospital psiquiátrico como misterioso expatriado haciéndose llamar "Tetro".
El difícil encuentro desgrana en flashes las vivencias y expectativas de ambos, el pasado va develándose de a poco y la figura de la madre (una cantante de ópera muerta en un accidente de auto donde conducía "Tetro") y de "El Padre", un famoso compositor y director de orquesta (Klaus Maria Brandauer) que pesa terriblemente sobre el pasado de ambos, dan un imprevisto giro final a la historia.
Paralelamente, Bennie halla la novela inconclusa de Angelo que le dará las pautas de su vida y la posibilidad de insertarse en el mundo artístico y bohemio de Buenos Aires al concursar en un certamen literario presidido por una benefactora e intelectual que se hace llamar "Alone" ("Sola") (Carmen Maura).

## Reparto
- Vincent Gallo ... Tetro
- Alden Ehrenreich ... Bennie
- Maribel Verdú ... Miranda
- Silvia Pérez ... Silvana
- Rodrigo de la Serna ... José
- Érica Rivas ... Ana
- Mike Amigorena ... Abelardo
- Lucas Di Conza ... Joven Tetro
- Adriana Mastrángelo ... Ángela
- Klaus Maria Brandauer ... Carlo y Alfie
- Leticia Brédice ... Josefina
- Sofía Gala Castiglione ... María Luisa
- Jean Francois Casanovas ... Enrique
- Carmen Maura ... Alone
- Ximena María Iacono ... Naomi
- Pochi Ducasse ... Lili
- Francesca De Sapio ... Amalia
- Susana Giménez ... Susana Giménez

## Producción
El presente del personaje está rodado en blanco y negro y sus recuerdos en flashes de color. Son sobresalientes la edición, fotografía, sonido y  la música del film, donde Coppola echa mano a su patrimonio lírico usando momentos de Madama Butterfly de Giacomo Puccini, sumando además las sinfonías de Brahms y la música incidental compuesta por Osvaldo Golijov.
Cuenta con un nutrido elenco internacional en español e inglés que reúne a las españolas Carmen Maura (en una caracterización sugerida de la mítica escritora Victoria Ocampo) y la madrileña Maribel Verdú. Entre los argentinos se destacan Rodrigo de la Serna y Leticia Brédice, junto a los protagonistas estadounidenses Vincent Gallo (como Tetro, apócope de Tetrocini) y Alden Ehrenreich y la participación especial del célebre actor austríaco Klaus Maria Brandauer como  "Carlo Tetrocini", el padre y director de orquesta, quien aparece como una vaga referencia a Erich Kleiber, el gran director de orquesta alemán que se exilió unos años en Argentina y al patriarca Carmelo Coppola, padre del director y músico.
La obra recuerda en factura a otras de Coppola, como El padrino II y El padrino III, y también al clásico El secreto de sus ojos, por la combinación de drama con elementos mínimos de suspenso. Influenciado por Elia Kazan, también guarda un estilo narrativo muy parecido al manejado por el director español Pedro Almodóvar, a Sur (1988) de Pino Solanas y a trabajos del maestro italiano Federico Fellini —de quien se observa una gran influencia en todo el filme, especialmente de 8 1/2 y La dolce vita— arriesgándose a experimentar, con un resultado muy distinto al habitual en sus películas intercalando escenas del film Las zapatillas rojas y Los cuentos de Hoffmann.
Algunas escenas fueron filmadas en estudios de Alicante, España, pero fue mayormente rodada en Buenos Aires, en el barrio de La Boca, con secuencias en el Glaciar Perito Moreno y otras localidades de la Patagonia argentina.

## Crítica
En Metacritic, la película tiene una puntuación media de 65/100 basada en 26 reseñas, lo que indica "críticas generalmente favorables". Rotten Tomatoes informó una calificación de aprobación del 71 %, basada en 110 reseñas con una puntuación media de 6,40/10. El consenso de los críticos del sitio web dice: "Una meditación compleja sobre la dinámica familiar, las imágenes cautivadoras y el núcleo emocional de Tetro compensan su narrativa desigual".